# Reichsstelle für Sippenforschung
Die Reichsstelle für Sippenforschung (RfS), am 12. November  1940 in Reichssippenamt umbenannt, war in der Zeit des Nationalsozialismus eine Dienststelle des Reichsinnenministeriums, die in Zweifelsfällen darüber entschied, ob im sogenannten Ariernachweis die „arische Rassenzugehörigkeit“ bescheinigt wurde.

## Sachverständiger für Rassenforschung
Die Notwendigkeit einer Beurteilung durch Sachverständige ergab sich  zunächst durch die Festlegung des Rassekriteriums in Einzelgesetzen (bzw. Verordnungen) und ihren Durchführungsverordnungen.
Die erste Durchführungsverordnung zum Gesetz zur Wiederherstellung des Berufsbeamtentums vom 11. April 1933 forderte den Nachweis einer arischen Abstammung. Dazu mussten ein Fragebogen ausgefüllt und die Geburtsurkunde, die Geburts- oder Taufurkunden der Eltern und Großeltern sowie die Heirats- oder Trauurkunden der Eltern und Großeltern beigebracht werden. Nur beglaubigte Auszüge aus Standesregistern oder Kirchenbüchern wurden anerkannt. Die Beamten mussten die erforderlichen Unterlagen binnen vierzehn Tagen beim Behördenleiter einreichen, andernfalls mussten sie zum Beweis ihrer ernsthaften Bemühungen den Briefwechsel der von ihnen angeschriebenen Pfarr- und Standesämter vorlegen. Für Zweifelsfälle sollte dann die Dienststelle des „Sachverständigen für Rasseforschung“ beim Reichsinnenministerium in Berlin zu Rate gezogen werden, die auch Hinweise für weitere Nachforschungen geben konnte.
Bei Adoptionen, unehelichen Geburten und in allen Zweifelsfällen hatte der Behördenleiter die Entscheidung des Fachministers oder der Aufsichtsbehörde einzuholen, die ihrerseits ein Gutachten des „Sachverständigen für Rasseforschung“ im Reichsministerium des Inneren anforderten. Diese Dienststelle mit rund 60 Mitarbeitern leitete Achim Gercke, bis dieser im März 1935 unter dem Vorwurf entlassen wurde, er habe Kontakte zu homosexuellen Kreisen.

## Reichsstelle für Sippenforschung
Seit Mitte März 1935 wurde die Dienststelle unter der neuen Bezeichnung „Reichsstelle für Sippenforschung“ von Kurt Mayer geleitet, der zugleich Reichsamtsleiter des Amtes für Sippenforschung der NSDAP wurde, das für die Prüfung der Herkunft von Mitgliedern der NSDAP zuständig war.
Da mit den Nürnberger Gesetzen der Nachweis „einer deutschen oder artverwandten Abstammung“ bei Eheschließungen nach dem Reichsbürgergesetz auch für den Erwerb des Reichsbürgerrechts und die Berufsausübung wichtig wurde, stieg die Anzahl der Anträge beträchtlich. Die notwendigen Unterlagen wurden in der Regel von Parteidienststellen und Bürgermeistern geprüft. In Zweifelsfällen war die Reichsstelle einzuschalten, die Angaben überprüfte oder Wege aufzeigte, wie fehlende Dokumente aufzuspüren waren.
Der so genannte „große Abstammungsnachweis“, der für eine Mitgliedschaft in der NSDAP, für einen Hochschulabschluss oder für Schriftleiter sowie Erbhofbauern Grundvoraussetzung war, wurde durch eine urkundlich beglaubigte Ahnentafel beigebracht, die bis zum Jahre 1800 zurückreichen musste. Für den „kleinen Abstammungsnachweis“ wurde nur die Rassezugehörigkeit der Großeltern erforscht. Bei ungeklärten Familienverhältnissen, außerehelichen Geburten und in allen Zweifelsfällen entschied die Reichsstelle, die dazu im Laufe der Zeit mehrere tausend „erb- und rassebiologische Gutachten“ von Universitätsinstituten anforderte. 
Seit November 1933 befand sich auch die Ahnenstammkartei des deutschen Volkes in der Reichsstelle. Die Sammlung der Ahnenlisten und die Ahnenstammkartei gewannen ihre Bedeutung aber erst durch die Daten, die vor 1800 liegen. Sie fielen aus dem Rahmen der Reichsstelle heraus. Schon im Frühjahr 1935 bezweifelte deshalb eine Kommission des Reichsrechnungshofs die Notwendigkeit, dass die Ahnenstammkartei bei der Reichsstelle angesiedelt sei und von ihr mitfinanziert würde. Da sich auch nach einer Besichtigung der Ahnenstammkartei durch den Reichsführer SS Heinrich Himmler am 11. Februar 1938 die finanzielle Situation nicht verbesserte, erfolgte am 5. April 1939 der Umzug der Karteiabteilung zurück nach Dresden, in die Kanzlei des Vereins Deutsche Ahnengemeinschaft.
Zu den Aufgaben der Reichsstelle gehörten auch die Sicherung von alten Kirchenbüchern, die Förderung der Sippenforschung sowie die Auswertung jüdischer Personenstandsregister und aller von den jüdischen Synagogengemeinden geführten Geburts-, Trauungs- und Sterberegister sowie Beschneidungsbüchern, Friedhofsverzeichnissen und Gemeindemitgliederlisten. Dabei kam es zur erzwungenen Zusammenarbeit mit der Reichsvereinigung der Juden in Deutschland, deren Personal das Archiv fallweise nach verfänglichen Unterlagen durchsuchen musste. Über die Kommandeure der Sicherheitspolizei und des Sicherheitsdienstes wurden entsprechende Unterlagen auch im Generalgouvernement eingezogen. Die Dokumente wurden in der vom Reichssippenamt in den Räumen des ehemaligen Gesamtarchivs der deutschen Juden eingerichteten Zentralstelle für jüdische Familienstandsregister im Altreich in Berlin gesammelt. Später wurden sie aus Luftschutzgründen auf Schloss Rathsfeld am Kyffhäuser gebracht und dort 1943–1945 von der Duisburger Firma Gebrüder Gatermann verfilmt. Diese Filme wurden nach dem Krieg von der Firma Gatermann den für zuständig gehaltenen Stellen in verschiedenen westdeutschen Ländern zum Kauf angeboten.
Die Reichsstelle wurde am 12. November 1940 in „Reichssippenamt“ umbenannt. Die Gründung eines Amtes mit dieser Bezeichnung hatte 1920 Bernhard Koerner im Vorwort des 32. Bandes des Deutschen Geschlechterbuches erstmals gefordert. Bis dahin hatte die Reichsstelle, die bis zu 125 Mitarbeiter beschäftigte, schon über 112.000 Abstammungsbescheide ausgestellt.
Ein Teil der umfangreichen Überlieferung des Reichssippenamtes befindet sich heute neben der der Deutschen Ahnengemeinschaft im Sächsischen Staatsarchiv, Staatsarchiv Leipzig. Sie umfasst folgende familiengeschichtliche Sammlungen des Reichssippenamtes: Kirchenbücher, Militärkirchenbücher, Jüdische Personenstandsunterlagen, Hugenotten, Genealogische Sammlungen, Siegelsammlung und Wappensammlungen. (Siehe Weblinks)